# Ma ơi chào mi
Ma Ơi Chào Mi (Anh: Hello Ghost, Hàn: 헬로우 고스트, Hellowoo Goseuteu) là một phim hài của Hàn Quốc sản xuất năm 2010. Phim có sự tham gia của ngôi sao điện ảnh Cha Tae-hyun.
"Hello Ghost" (Ma Ơi Chào Mi) một bộ phim hài, câu chuyện làm cho chúng ta liên tưởng đến những bộ phim cùng thể loại như ''Heart and Souls'' và ''A Christmas Carol'', nhưng phim cũng có những khúc quanh tối tăm hơn. Cha Tea hyun đóng vai một chàng trai đang thất vọng và có ý định tự tử, nhưng trước khi anh thực hiện được việc làm ngu xuẩn đó của mình, những hồn ma đã ghé thăm anh và thay đổi được ý nghĩ của anh.
Những hồn ma có những tính cách khác nhau, và được thể hiện bởi các diễn viên Lee Moon-soo (Good Morning President), Go Chang-seok (Rough Cut), và Jang Young-nam. (Harmony). Trong đó, Kang Ye won sẽ đóng vai một y tá ở nhà tế bần.
Một bộ phim có ý nghĩa về tình yêu thương gia đình dành cho nhau. Nếu bạn là một fan của Cha Tae Huyn thi chắc hẳn luôn biết đến những bộ phim anh đóng đều là những bộ phim có giá trị về mặt nội dung rất nhân văn. Cuối phim chắc chắn bạn sẽ không thể nào cầm được nước mắt với kết thúc bộ phim này
Ma Ơi Chào Mi là phim có doanh thu cao thứ 9 tại Hàn Quốc năm 2010.

## Diễn viên
- Cha Tae-hyun... Sang-Man
- Gang Ye-won... Jung Yun-Soo
- Lee Mun-su... Perverted Ghost
- Ko Chang-seok... Cigarette Smoking Ghost
- Jang Young-nam... Crying Ghost
- Cheon Bo-Keun... Elementary School Student Ghost